# U-591
| U-591                      | U-591                                                          | U-591                                                          |
| -------------------------- | -------------------------------------------------------------- | -------------------------------------------------------------- |
|                            |                                                                |                                                                |
|                            |                                                                |                                                                |
|                            |                                                                |                                                                |
| Під прапором               | Третій рейх                                                    | Третій рейх                                                    |
| Спуск на воду              | 20 серпня 1941 року                                            | 20 серпня 1941 року                                            |
| Виведений зі складу флоту  | 30 липня 1943 року                                             | 30 липня 1943 року                                             |
| Сучасний статус            | затоплений                                                     | затоплений                                                     |
| Проєкт                     |                                                                |                                                                |
| Тип ПЧ                     | Торпедний ДПЧ                                                  | Торпедний ДПЧ                                                  |
| Основні характеристики     |                                                                |                                                                |
| Швидкість (надводна)       | 17,7 вузлів                                                    | 17,7 вузлів                                                    |
| Швидкість (підводна)       | 7,6 вузлів                                                     | 7,6 вузлів                                                     |
| Робоча глибина занурення   | 100 м                                                          | 100 м                                                          |
| Гранична глибина занурення | 220 м                                                          | 220 м                                                          |
| Екіпаж                     | 44 осіб                                                        | 44 осіб                                                        |
| Розміри                    |                                                                |                                                                |
| Довжина найбільша (по КВЛ) | 67,1 м                                                         | 67,1 м                                                         |
| Ширина корпусу найб.       | 6,2 м                                                          | 6,2 м                                                          |
| Висота                     | 9,6 м                                                          | 9,6 м                                                          |
| Середня осадка (по КВЛ)    | 4,70 м                                                         | 4,70 м                                                         |
| Водотоннажність надводна   | 769 т                                                          | 769 т                                                          |
| Озброєння                  |                                                                |                                                                |
| Артилерія                  | одна палубна гармата калібру 88-мм, одна 20-мм зенітна гармата | одна палубна гармата калібру 88-мм, одна 20-мм зенітна гармата |
| Торпедно- мінне озброєння  | 4 носових і один кормовий ТА. 14 торпед або 26 мін             | 4 носових і один кормовий ТА. 14 торпед або 26 мін             |

U-591 — німецький підводний човен типу VIIC часів Другої світової війни.
Замовлення на будівництво човна було віддане 16 січня 1940 року. Човен був закладений на верфі суднобудівної компанії «Blohm + Voss» у Гамбурзі 30 жовтня 1940 року під заводським номером 567, спущений на воду 20 серпня 1941 року, 9 жовтня 1941 року увійшов до складу 6-ї флотилії. Також за час служби перебував у складі 11-ї та 9-ї флотилій
Човен зробив 8 бойових походів, в яких потопив 5 (загальною водотоннажністю 19 932 брт) та пошкодив 1 (водотоннажністю 5 701 брт) судно.
Потоплений 30 липня 1943 року в Південній Атлантиці південно-східніше Ресіфі (08°36′ пд. ш. 34°34′ зх. д. / 8.600° пд. ш. 34.567° зх. д.) глибинними бомбами американського патрульного літака «Вентура». 19 членів екіпажу загинули, 28 врятовані.

## Командири
- Капітан-лейтенант Ганс-Юрген Цече (9 жовтня 1941 — 8 вересня 1942)
- Оберлейтенант-цур-зее Петер Шреве (9 вересня — 12 листопада 1942)
- Капітан-лейтенант Ганс-Юрген Цече (12 листопада 1942 — 17 травня 1943)
- Лейтенант-цур-зее Йоахім Зауербір (15-17 травня 1943)
- Оберлейтенант-цур-зее Раймар Цісмер (1 червня — 30 липня 1943)

## Потоплені та пошкоджені кораблі[3]
| Назва          | Тип           | Належність      | Дата           | Тоннаж (БРТ) | Вантаж                                                 | Статус     | Місце                                                       |
| Montreal City  | торгове судно | Велика Британія | 21 грудня 1942 | 3 066        | 1 800 т генеральних вантажів включаючи фарфорову глину | потоплено  | 50°23′ пн. ш. 38°00′ зх. д. / 50.383° пн. ш. 38.000° зх. д. |
| Norse King     | торгове судно | Норвегія        | 28 грудня 1942 | 5 701        | 5 453 т вугілля                                        | пошкоджено | 43°27′ пн. ш. 27°15′ зх. д. / 43.450° пн. ш. 27.250° зх. д. |
| Zarian         | торгове судно | Велика Британія | 29 грудня 1942 | 4 871        | 7 500 т генеральних вантажів                           | потоплено  | 43°23′ пн. ш. 27°14′ зх. д. / 43.383° пн. ш. 27.233° зх. д. |
| Empire Impala  | торгове судно | Велика Британія | 7 березня 1943 | 6 116        | 7 628 т генеральних вантажів                           | потоплено  | 57°00′ пн. ш. 36°00′ зх. д. / 57.000° пн. ш. 36.000° зх. д. |
| Vojvoda Putnik | торгове судно | Югославія       | 8 березня 1943 | 5 879        | 7 900 т пшениці та танки на палубі                     | потоплено  | 58°42′ пн. ш. 31°25′ зх. д. / 58.700° пн. ш. 31.417° зх. д. |